# Cupa Mondială de Baschet Masculin din 2023 - Grupa H
Grupa H de la Cupa Mondială de Baschet Masculin din 2023 a fost o grupă preliminară din cadrul Cupei Mondiale de Baschet Masculin din 2023 care și-a desfășurat meciurile la Indonesia Arena, Jakarta. Echipele care au făcut parte din această grupă au fost: Canada, Franța, Letonia și Liban. Fiecare echipă va juca cu fiecare echipă, primele două se vor califica pentru a doua rundă, iar ultimele două pentru stabilirea clasamentului.

## Echipe
| Echipă  | Calificare                      | Calificare        | Apariție | Apariție | Apariție     | Cea mai bună performanță | CM |
| Echipă  | Ca                              | Dată              | Ultima   | Total    | Continuitate | Cea mai bună performanță | CM |
| ------- | ------------------------------- | ----------------- | -------- | -------- | ------------ | ------------------------ | -- |
| Canada  | Primele trei locuri din grupa E | 10 noiembrie 2022 | 2019     | 15       | 2            | locul 6 (1978, 1982)     | 15 |
| Franța  | Primele trei locuri din Grupa K | 14 noiembrie 2022 | 2019     | 9        | 5            | locul 3 (2014, 2019)     | 5  |
| Letonia | Primele trei locuri din Grupa I | 11 noiembrie 2022 | -        | 1        | 1            | Debut                    | 29 |
| Liban   | Primele trei locuri din Grupa E | 29 august 2022    | 2010     | 4        | 1            | locul 16 (2002)          | 42 |

## Clasament
| Loc | Echipa  | M | V | Î | PM  | PP  | DP   | P | Calificare                               |
| --- | ------- | - | - | - | --- | --- | ---- | - | ---------------------------------------- |
| 1   | Canada  | 3 | 3 | 0 | 324 | 213 | +111 | 6 | Avansează în Etapa a doua                |
| 2   | Letonia | 3 | 2 | 1 | 272 | 257 | +15  | 5 | Avansează în Etapa a doua                |
| 3   | Franța  | 3 | 1 | 2 | 236 | 262 | -26  | 4 | Calificare pentru meciurile de clasament |
| 4   | Liban   | 3 | 0 | 3 | 222 | 322 | -100 | 3 | Calificare pentru meciurile de clasament |

Legendă:
M = meciuri jucate, V = victorii, Î = înfrângeri, PM = puncte marcate, PP = puncte primite, DP = diferență de puncte, P = puncte

## Meciuri

### Letonia vs. Liban
| 25 august 2023 16:15 |

| Boxscore |

| Letonia                                                    | 109–70 | Liban                                              |
| Scorul pe sferturi: 27–17, 28–13, 27–18, 27–22             |        |                                                    |
| Pt: Dai. Bertāns 20 Rec: Gražulis, Šmits 7 Pase: Žagars 11 |        | Pt: El Darwich 19 Rec: El Darwich 5 Pase: Arakji 8 |

### Canada vs. Franța
| 25 august 2023 20:30 |

| Boxscore |

| Canada                                                                          | 95–65 | Franța                                      |
| Scorul pe sferturi: 14–18, 29–22, 25–8, 27–17                                   |       |                                             |
| Pt: Gilgeous-Alexander 27 Rec: Gilgeous-Alexander 13 Pase: Gilgeous-Alexander 6 |       | Pt: Fournier 21 Rec: Gobert 9 Pase: Okobo 4 |

### Liban vs. Canada
| 27 august 2023 16:45 |

| Boxscore |

| Liban                                               | 73–128 | Canada                                           |
| Scorul pe sferturi: 13–29, 17–37, 18–34, 25–28      |        |                                                  |
| Pt: Spellman 16 Rec: trei jucători 3 Pase: Arakji 5 |        | Pt: Barrett 17 Rec: Olynyk 8 Pase: Bell-Haynes 8 |

### Franța vs. Letonia
| 27 august 2023 20:30 |

| Boxscore |

| Franța                                         | 86–88 | Letonia                                       |
| Scorul pe sferturi: 33–26, 20–23, 21–13, 12–26 |       |                                               |
| Pt: Fournier 27 Rec: Gobert 7 Pase: De Colo 8  |       | Pt: Žagars 22 Rec: R. Kurucs 5 Pase: Žagars 5 |

### Liban vs. Franța
| 29 august 2023 16:45 |

| Boxscore |

| Liban                                                           | 79–85 | Franța                                         |
| Scorul pe sferturi: 20–19, 17–19, 22–20, 20–27                  |       |                                                |
| Pt: Arakji 29 Rec: Haidar, Zeinoun 6 Pase: Arakji, El Darwich 4 |       | Pt: Fournier 17 Rec: Cordinier 5 Pase: Okobo 5 |

### Canada vs. Letonia
| 29 august 2023 20:30 |

| Boxscore |

| Canada                                                           | 101–75 | Letonia                                      |
| Scorul pe sferturi: 13–23, 30–19, 24–15, 34–18                   |        |                                              |
| Pt: Gilgeous-Alexander 27 Rec: Ejim 7 Pase: Gilgeous-Alexander 6 |        | Pt: Gražulis 16 Rec: Kurucs 10 Pase: Šķēle 6 |